# Страшун, Самуил
Самуил бен-Иосиф Страшун (ивр. שטראשון ר׳ שמואל‎; известный как Рашаш (рабби Шмуэл Страшун); род. в Заскевичах Виленской губернии в 1794 г., ум. в Вильне в 1872 году) — российско-литовский талмудист.
Отец Матисьягу Страшуна.

## Биография
Сын некоего Иосифа. На 13-м году жизни родители женили его на дочери рабби Давида из Стречына (Страшуна), отсюда его прозвание Страшун.
Во время Отечественной войны 1812 года французы разрушили дом Страшуна, и последний переселился в Вильну, где занял видное место среди тамошних талмудистов и деятелей. Страшун читал в одной из синагог в Вильне ряд лекций по Талмуду, обративших на себя большое внимание. Выводы Страшуна на этих лекциях, проверенные и дополненные доводами, развитыми оппонентами Страшуна на многочисленных дебатах, послужили основой для «Примечаний» Страшуна к Талмуду, ставших настольной книгой для всех, изучающих Талмуд.
Правнук — гигиенист и историк медицины Илья Давыдович Страшун.

### Другие труды
Глоссы Страшуна, под заглавием «Hagahot», появились впервые в виленском издании Талмуда (1864), в дополненном виде они были напечатаны в виленском издании Талмуда 1885 года.
Кроме того, Страшуну принадлежат:
- «Hagahot» — глоссы на «Мидраш-Рабба» (Вильна, 1843, 1858 и в новейшем виленском издании «Мидраш Рабба»);
- «Mekore-ha-Rambam» — глоссы к четырём частям Маймонидова кодекса, изданные Антокольским, с дополнениями последнего (Вильна, 1870);
- глоссы к «Шулхан-Аруху», раздел «Орах-Хаиим» (Вильна, 1359);
- новеллы к сборнику респонсов р. Арье-Лейба б.-Ашер (Славута, 1835) и ко многим другим сочинениям.

В библиотеке имени его отца М. Страшуна хранятся глоссы Страшуна-младшего к «Шулхан-Аруху», раздел «Иоре-Деа». Глоссы Страшуна пользуются большим значением в талмудических кругах.
Страшун не был чужд и светским наукам, как математика, астрономия; он знал польский и русский языки. Страшун был долгое время «парнесом» (старшиной) виленской общины. Он один из немногих, относившихся сочувственно к мерам правительства по распространению просвещения среди евреев в России.